# HD 41004 Ab
HD 41004 Ab és un planeta extrasolar situat a aproximadament 139 anys llum en la constel·lació de Cavallet de Pintor. Té una massa de 2,56 MJ orbitant a uns diatància d'1,70 ua de HD 41004 A. L'òrbita del planeta és altament excèntrica, a causa de la companya HD 41004 B i la distància varia de 0,44 a 2,96 unitats astronòmiques.